# Мера (комуна)
Мера (рум. Mera) — комуна у повіті Вранча в Румунії. До складу комуни входять такі села (дані про населення за 2002 рік):
- Вулкеняса (1158 осіб)
- Лівада (441 особа)
- Мера (1519 осіб)
- Мілковел (360 осіб)
- Рошіоара (436 осіб)

Комуна розташована на відстані 161 км на північний схід від Бухареста, 22 км на захід від Фокшан, 94 км на північний захід від Галаца, 102 км на схід від Брашова.

## Населення
За даними перепису населення 2002 року у комуні проживали 3914 осіб.
Національний склад населення комуни:
| Національність | Кількість осіб | Відсоток |
| -------------- | -------------- | -------- |
| румуни         | 3913           | > 99,9%  |
| угорці         | 1              | < 0,1%   |

Рідною мовою назвали:
| Мова      | Кількість осіб | Відсоток |
| --------- | -------------- | -------- |
| румунська | 3913           | > 99,9%  |
| угорська  | 1              | < 0,1%   |

Склад населення комуни за віросповіданням:
| Релігія       | Кількість осіб | Відсоток |
| ------------- | -------------- | -------- |
| православні   | 3895           | 99,5%    |
| баптисти      | 10             | 0,3%     |
| п'ятдесятники | 4              | 0,1%     |
| реформати     | 3              | 0,1%     |
| бретрени      | 2              | 0,1%     |